# Joël Thomas
Joël Thomas (n. 30 iunie 1987, Caen, Franța) este un fotbalist francez, în prezent liber de contract.